# Comandante Giribone
Comandante Giribone es una localidad de la provincia de Buenos Aires, Argentina, perteneciente al partido de Chascomús. Debe su nombre a José Giribone, militar argentino de origen italiano que participó en las guerras civiles argentinas y en la Guerra del Paraguay.
Se ubica a 30 km de Chascomús y a 33 km de Lezama, para acceder a la localidad hay un camino que sale del Automóvil Club Argentino sobre la Autovía 2, y que se bifurca en dos caminos: hacia la izquierda, el que lleva a Comandante Giribone. Hacia la derecha, el que lleva a Libres del Sud.

## Población
Durante los censos nacionales del INDEC de 2001 y 2010 fue considerada como población rural dispersa.

## Estación ferroviaria
La principal manera de acceder a Comandante Giribone hasta 1977 era por ferrocarril desde el ramal ferroviario La Plata-Lezama, ya que Comandante Giribone contaba con una estación intermedia.
En 1977, en medio del Plan Larkin el ramal es clausurado dejando de prestar servicios y en 1993 es finalmente levantado y vendido como hierro de segunda mano. Hoy en día, la estación (hoy devenida en corral) se encuentra en estado de desorden y descuido extremo.